# The Glitter Band
The Glitter Band – zespół towarzyszący Gary’emu Glitterowi, powstały w 1972 roku. Znany początkowo jako Glittermen, składał się z współpracującego już wcześniej z Mikiem Leanderem i Garym Glitterem saksofonisty Johna Rossalla, Johna Springate’a grającego na gitarze basowej i śpiewającego gitarzysty Gerry’ego Sheparda (ur. 28 grudnia 1951, zm. 6 maja 2003), drugiego saksofonisty – Harveya Ellisona i dwóch perkusistów, Pete’a Phippsa i Tony’ego Leonarda.
Decyzja o rozpoczęciu samodzielnej działalności nagraniowej zapadła pod koniec 1973 roku, gdy Gary Glitter miał kłopoty z gardłem. Napisana przez Johna Rossalla i Gerry’ego Shepherda piosenka „Angel Face” osiągnęła czwarte miejsce na angielskiej liście przebojów w marcu 1974 roku. Przez jakiś czas zarówno sam Gary Glitter, jak i The Glitter Band równolegle umieszczali swoje piosenki na listach przebojów.

## Dyskografia

### Single
- 1974 Angel Face / You Wouldn't Leave Me Would You
- 1974 Just For You / I'm Celebrating
- 1974 Let's Get Together Again / Jukebox Queen
- 1975 Goodbye My Love / Got To Get Ready For Love
- 1975 The Tears I Cried / Until Tomorrow
- 1975 Love In The Sun / I Can Hear Music
- 1975 Alone Again / Watch The Show
- 1976 People Like You / Makes You Blind
- 1976 Don't Make Promises / Tuna Biscuit
- 1976 Lay Your Love On Me / Hard To Settle Down
- 1977 Look What You've Been Missing / It’s Alright
- 1977 She Was Alright/Almost American/ Love Street
- 1977 Gotta Get A Message Back To You / Move On Up
- 1981 Until The Next Time / Spaces
- 1982 Heartbeat To Heartache / I Don't Want To See You Tonight
- 1984 Nothing At All / Backs Against The Wall
- 1985 Until The Next Time / Spaces
- 1989 Angel Face / A Choir Of Angels Version

### Albumy
1974
- Hey!

1. Tell Him
2. Angel Face
3. Shout It Out
4. Sea Cruse
5. All I Have To Do Is Dream
6. Rock On
7. Just For You
8. Twisting The Night Away
9. Baby I Don't Care
10. Sealed With A Kiss
11. I'm Celebrating
12. Gimme Some Loving
13. Angel Face (Reprise)

1975
- Rock 'N' Roll Dudes

Zawartość zmienna w zależności od kraju wydania, australijskie zamiast 'Bring Her Back' zawiera 'Tears I Cried', do hiszpańskiego i izraelskiego 'Tears I Cried' dodano
1. For Always And Ever
2. Sweet Baby Blue
3. I Can't Stop
4. Write Me A Letter
5. All My Love
6. Goodbye My Love
7. Game's Up
8. Bring Her Back
9. Pictures Of You
10. Do You Remember
11. You're Trying Too Hard
12. Let's Get Together Again

- Listen To The Band

Amerykańskie wydanie z inną okładką i tytułem 'Makes You Blind'
1. Where Have You Been
2. People Like You And People Like Me
3. My First Mistake
4. Painted Lady
5. Let Me Love You
6. Dream Baby
7. Oh Well, Never Mind
8. Watch The Show
9. Alone Again
10. Makes You Blind
11. The Tears I Cried

1976
- Greatest Hits

1. Angel Face
2. Just For You
3. Tell Him
4. Makes You Blind
5. People Like You, People Like Me
6. Let's Get Together Again
7. Goodbye My Love
8. The Tears I Cried
9. Love In The Sun
10. Sealed With A Kiss
11. Alone Again

1977
- Paris Match

Pierwsze wydanie sygnowane G Band. Wznowione pod nazwą Glitter Band
1. Love Street
2. Lay Your Love On Me
3. I Really Didn't Love Her At All
4. She Was All Right
5. Hard To Settle Down, Almost American
6. It's All Right
7. You Never Walk Out On Your Baby
8. Look What You've Been Missing
9. Sympathy For The Devil

- People Like You, People Like Me

Ten, obecnie bardzo trudny do znalezienia album, to coś więcej niż nowa wersja 'Listen To The Band'
1. People Like You, People Like Me
2. Alone Again
3. Dream Baby
4. My First Mistake
5. Painted Lady
6. Watch The Show
7. Love In The Sun
8. Where Have You Been
9. Oh Well, Never Mind
10. Let Me Love You
11. Makes You Blind
12. Don't Make Promises (You Can't Keep)

1984
- Greatest Hits

Dostępny tylko na kasetach. Utwory nagrane ponownie, dodano również kilka nowych autorstwa Johna Springate'a i Pete Phillipsa
1. Let's Get Together Again
2. Angel Face
3. People Like You, People Like Me
4. Goodbye My Love
5. We're Through
6. Bring Back The Night
7. I Must Be Crazy
8. Half Way To Hitch Cock
9. T.V. Heroes
10. Every Beat Of My Heart

1985
- Live At The Marquee

1. Rock 'N' Roll Pta
2. Tell Him, Sweet Baby Blue
3. Tears I Cried
4. We're Through
5. People Like You, People Like Me
6. Rock N Roll (Been A Long Time)
7. The Kids Are All Right
8. Substitute
9. Love Magic
10. Stay With Me Baby
11. Angel Face
12. Rock On
13. Goodbye My Love

1990
- The Collection

Wersja CD kasety 'Greatest Hits'
- Hits Collection

Zawiera nie wydane dotąd wersje demo niektórych utworów
1. Angel Face
2. Game's Up
3. Just For You
4. Do You Remember
5. Let's Get Together Again
6. She Was All Right
7. People Like You
8. Love Street
9. Goodbye My Love
10. Tears I Cried
11. Everybody Needs Somebody To Love
12. Until Tomorrow
13. Love In The Sun
14. Tuna Biscuit
15. Got To Be Ready For Love
16. Goodbye My Love
17. I Really Didn't Love Her At All
18. Almost American
19. People Like You, People Like Me

1996
- Let's Get Together Again

Wydany tylko w Niemczech CD zawiera materiał z kasety “Greatest Hits” oraz dodatkowo nową wersję 'Tears I Cried' i premierowe nagranie 'Boys Love Rock And Roll'
- The Very Best Of The Glitter Band

1. Angel Face
2. Tell Him
3. Love In The Sun
4. Rock O
5. Tears I Cried
6. Got To Get A Message Back To You
7. My First Mistake
8. Love Street
9. Sweet Baby Blue
10. Goodbye My Love
11. Makes You Blind
12. People Like You
13. Tuna Biscuit
14. Write Me A Letter
15. Where Have You Been
16. Just For You
17. Let Me Love You
18. Painted Lady
19. Almost American
20. Let's Get Together Again

1998
- Glitzy Blitz Live

Wersja CD płyty 'Live At The Marquee'
- 20 Glittering Greets

1. Angel Face
2. People Like You, People Like Me
3. Just For You
4. Sea Cruise
5. Rock On
6. Game's Up
7. Love In The Sun
8. Twisting The Night Away
9. Shout It Out
10. I Can Hear Music
11. Let's Get Together Again
12. Sealed With A Kiss
13. Dream Baby
14. Don't Make Promises You Can't Keep
15. Tell Him
16. Tears I Cried
17. Pictures Of You
18. I Can't Stop
19. Goodbye My Love
20. Makes You Blind

- The Best Of Glitter Band

Niemiecka kompilacja wydana przez Repertoire
1. Angel Face
2. Just For You
3. Let's Get Together Again
4. Goodbye My Love
5. Tears I Cried
6. Love In The Sun
7. People Like You, People Like Me
8. Don't Make Promises
9. She Was All Right
10. Heartbeat To Heartache
11. Until The Next Time
12. You Wouldn't Leave Me, Would You?
13. Got To Get Ready For Love
14. Until Tomorrow
15. I Can Hear Music
16. I Don't Want To See You Tonight
17. Tell Him
18. For Always And Ever
19. Sweet Baby Blue
20. I Can't Stop
21. Game's Up
22. Bring Her Back
23. Do You Remember
24. You're Trying Too Hard
25. Painted Lady

1999
- Solid Silver - The Ultimate Glitter Band

CD 1
1. Angel Face
2. Rock On
3. Twisting The Night Away
4. Just For You
5. I'm Celebrating
6. Sea Cruise
7. Let's Get Together Again
8. Jukebox Queen
9. All I Have To Do Is Dream
10. Sweet Baby Blue
11. All My Love
12. Write Me A Letter
13. Ring Around
14. Gone Meet You At The Fair
15. Control Yourself
16. Tears I Cried
17. Until Tomorrow
18. Game's Up
19. For Always And Everv
20. I Can't Stop

CD 2
1. Where Have You Been?
2. Goodbye My Love
3. Got To Get Ready For Love
4. Painted Lady
5. Makes You Blind
6. Do You Remember?
7. Shot In The Back
8. Watch The Show
9. Dream Baby
10. Love In The Sun
11. Alone Again
12. Don't Make Promises
13. Oh Well Never Mind
14. You're Trying Too Hard
15. You Know You Should Be Glad
16. My First Mistake
17. Bring Her Back
18. People Like You, People Like Me
19. It's Only Love
20. Gimme Some Loving/Angel Face (Reprise)

- The Best Of Glitter Band

Zawiera materiał z kasety “Greatest Hits”
2000
- The Bell Singles Collection

Strony A i B singli wydanych przez wytwórnię Bell
1. Angel Face
2. You Wouldn't Leave Me Would You
3. Just For You
4. I'm Celebrating
5. Let's Get Together Again
6. Jukebox Queen
7. Goodbye My Love
8. Got To Get Ready For Love
9. The Tears I Cried
10. Until Tomorrow
11. Love In The Sun
12. I Can Hear Music
13. Alone Again
14. Watch The Show
15. People Like You And People Like Me
16. Makes You Blind
17. Don't Make Promises (You Can't Keep)
18. Tuna Biscuit.

2001
- Hey!

Wydanie CD pierwszej płyty z dodatkowymi nagraniami 'You Wouldn't Leave Me Would You?', 'You Know You Should Be Glad', 'Ring Around'
2002
- Greatest Hits

1. Let's Get Together Again
2. Tell Him
3. Shout It Out
4. Just For You
5. For Always And Ever
6. I Can't Stop
7. All My Love
8. Game's Up
9. Bring Her Back
10. Pictures Of You
11. Angel Face
12. Goodbye My Love
13. The Tears I Cried
14. Dream Baby
15. People Life You People Like Me
16. Love In The Sunv
17. Where Have You Been
18. Don't Make Promises You Can't Keep
19. In Celebrating
20. Sea Cruise/Twistin The Night Away/Baby I Don't Care